# Koporokendié Nâ
Koporokendié Nâ is een gemeente (commune) in de regio Mopti in Mali. De gemeente telt 18.500 inwoners (2009).
De gemeente bestaat uit de volgende plaatsen:
- Anakaroua
- Bama
- Begné-Na
- Begné-Pérou
- Djimerou
- Guingal
- Koporo Na
- Kountogoro
- Pel-Kanda
- Semberé
- Sinda
- Tawanogou
- Temé-Na
- Tendely
- Wol-Anakanda
- Wol-Kadiel
- Wol-Konssogou
- Wol-Laye
- Wol-Maoudé